# Tovah Feldshuh
Terri Sue "Tovah" Feldshuh (Nova Iorque, 27 de dezembro de 1952) é uma atriz, cantora e dramaturga norte-americana. 
Estrela da Broadway por mais de quarenta anos, Tovah foi quatro vezes indicada ao Tony Award. Foi duas vezes indicada ao Emmy Award por sua participação na série Holocaust e em Law & Order. Em 2015 e 2016, interpretou  Deanna Monroe em The Walking Dead.

## Biografia
Feldshuh nasceu em uma família judia em Nova Iorque, filha de Lillian (née Kaplan) e Sidney Feldshuh, que era um advogado. Seu irmão, David Feldshuh, é um dramaturgo agraciado com o Prêmio Pulitzer.
Ela foi criada em Scarsdale, Nova Iorque, numa comunidade afluente em Westchester County, e graduou-se no Sarah Lawrence College.

### Vida pessoal
Feldshuh casou-se com o advogado Andrew Harris Levy em 1977. A atriz Ruth Gordon foi sua dama de honra. Eles têm um filho, Garson, economista e pós-graduado nas universidades de Harvard e Oxford, e uma filha, Amanda, que se formou na MIT. Quando Amanda se casou em 2014, Feldshuh lhe deu o seguinte conselho: "Você sabe como ter um casamento bem-sucedido? Feche um olho, e não o deixe. Alguns dizem que é divertido, outros dizem que uma parte dele não é. Pode ser um desafio, mas você não deixa o campo de jogo. Seu sobrinho, Noah Feldshuh, é membro da banda de rock alternativo X Ambassadors.
Para seu trabalho de caridade, ela é o destinatário da Eleanor Roosevelt Humanities Award, Myrtle grinalda do Hadassah, e com a Medalha de Paz Israel. A Fundação Nacional para a Cultura Judaica honrou-a com o Image Award 2002 e o prêmio Performing Arts, em 2006.
Ao fazer a pesquisa por seu papel de Irene Gut Opdyke na peça Irena's Vow, Feldshuh viajou para Borshchiv, na Ucrânia, e descobriu que seu próprio antepassado, Moishe Feldshuh, vivera lá no início do século XX.
Em março de 2015, Feldshuh escalou o Monte Kilimanjaro. Ela disse à revista Variety que se inspirou após a morte de sua mãe, com 103 anos, em 2014, e seu próprio papel atlético em Pippin, no qual ela teve que balançar no trapézio.
| “ | Sinto que só vivemos uma vez. Só quero ter dinheiro o suficiente para poder viver. Posso abrir mão de um vestido, mas só de pensar que posso viajar e escalar o Monte Kilimanjaro ou percorrer a Transiberiana ou observar lêmures em Madagascar, essas coisas são eletrizantes. Ver o mundo e viver outra vida. É agora ou nunca. | ” |